# Сіндзі Кадзьо
Сіндзі Кадзьо (яп. 梶尾真治) — відомий японський письменник — автор наукової фантастики та фентезі, перекладач наукової фантастики.

## Народження
Сіндзі Кадзьо народився 24 грудня 1947 року в префектурі Кумамото.
В 2002 році за текстом роману Yomigaeri автора було знято однойменний фільм. Він також став співавтором Манґа (японського різновиду коміксів) «Пам'ять про Еманон» із серії ілюстратора Кендзі Цурута (який додатково ілюструє серію), який був опублікований у щомісячному журналі Коміксів. Ця манґа була заснована на романі Сіндзі Кадзьо і стала початком його давнього серії коротких оповідань «Еманон».

## Нагорода
Сіндзі Кадзьо в 1991 році став переможцем японської премії письменників, що пишуть у жанрі наукової фантастики Nihon SF Taisho Award за створений комікс.

## Переклади на англійську мову
- «Reiko's Universe Box» (Speculative Japan, Kurodahan Press, 2007)[4]
- «Emanon: A Reminiscence» (Speculative Japan 2, Kurodahan Press, 2011)[5]